# Terror Squad

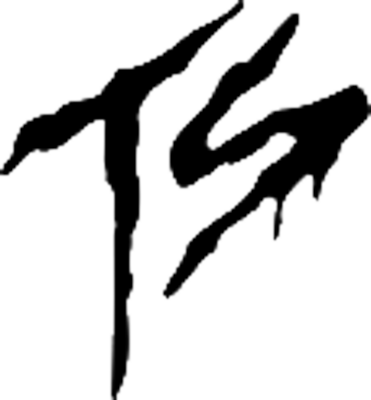
Logo del gruppo

La Terror Squad è una crew hip hop originaria del Bronx (New York), guidata in origine da Big Pun e Fat Joe. Ne hanno fatto parte anche i rapper Armageddon, Prospect, Charlie Rock LD, Tony Montana, Cuban Link e Triple Seis, il cantante R&B Tony Sunshine, il disc jockey di Miami DJ Khaled e i produttori Cool and Dre e Nu Jerzey Devil. Il loro primo album, Terror Squad, è del 1999. La canzone "What Cha Gon Do", creata in gran parte da Big Pun, è stata la loro prima hit.
Il gruppo entrò in serie difficoltà dopo la morte di Big Pun dovuta ad arresto cardiaco nel 2000. I suoi colleghi di vecchia data Cuban Link e Triple Seis hanno lasciato la crew, dopo la sua morte. Poi Fat Joe chiamò al loro posto Remy Martin e Tony Sunshine. Nel 2004 pubblicarono il loro secondo album, True Story. Fu lanciato dalla hit estiva "Lean Back", prodotta da Scott Storch. "Lean Back" arrivò al primo posto di Billboard e al 24º in classifica in Gran Bretagna. Un remix di "Lean Back", realizzato insieme a Lil Jon, Ma$e ed Eminem, si trova sull'album di Fat Joe All or Nothing (2005).
La Terror Squad Entertainment è attualmente sotto contratto con la Virgin Records, mentre il gruppo è rimasto con la Universal Motown Records Group.

## Curiosità
- Cuban Link ha lasciato il gruppo per problemi con Fat Joe che li hanno condotti ad un violento litigio, e insieme a lui se n'è andato anche Triple Seis.
- Anche Remy Ma ha lasciato la crew, per motivi ignoti.

## Formazione
- Fat Joe
- Big Pun
- Tony Sunshine
- Cuban Link
- Armageddon
- Prospect
- Triple Seis
- Remy Ma
- DJ Khaled
- Cool & Dre

## Discografia

### Album in studio
- 1999 – Terror Squad
- 2004 – True Story

### Singoli
- 1999 – Whatcha Gon' Do?
- 1999 – Tell Me What U Want
- 2004 – Yeah, Yeah, Yeah
- 2004 – Lean Back
- 2004 – Take Me Home